# Stazzema (Stazzema)
Stazzema è una frazione dell'omonimo comune sparso, del quale però non costituisce il capoluogo, che è invece Pontestazzemese.

## Geografia fisica
Antichissimo borgo dell'alta Versilia, posto a 450 metri d'altitudine sulla piazza dell'antica pieve, ma il punto più alto lo si raggiunge sulla sommità del suo colle, chiamato "Al Monte", che raggiunge un'altezza di 635 metri.

## Monumenti e luoghi d'interesse

### Architetture religiose
- Propositura di Santa Maria Assunta, all'inizio del paese
- Santuario della Madonna del Piastraio
- Chiesa della Madonna delle Nevi, in località La Madonna

### Architetture civili
- Torre dell'orologio di Stazzema, sulla piazza centrale del paese